# Droga wojewódzka nr 645
Droga wojewódzka nr 645 (DW645) – droga wojewódzka o długości 70 km, łącząca łącznik z drogą S61/63 między miejscowościami Wygoda i Podgórze z Myszyńcem, klasy G. Między łącznikiem a Łomżą przebiega po części dawnej drogi 63.

## Miejscowości leżące przy trasie DW645
- Podgórze
- Stara Łomża
- Łomża 6163677
- Stare Kupiski
- Nowe Kupiski
- Mątwica
- Nowogród 648
- Morgowniki 648
- Dębniki
- Zbójna
- Gawrychy
- Popiołki
- Kuzie
- Łyse
- Dęby 647
- Wykrot
- Myszyniec 53614